# Ziarul de Gardă
Ziarul de Gardă (stylisé en ZdG ; en français : « Le journal de la Garde ») est un hebdomadaire indépendant de Moldavie, fondé par Alina Radu et Aneta Grosu le 29 juillet 2004. Spécialisé dans le journalisme d'investigation, il publie des articles dénonçant la corruption et les violations des droits de l'homme.  
L'équipe éditoriale du ZdG est membre de l'Independent Press Association, qui fait partie de l'Association mondiale des journaux, et la rédaction est membre d'organisations professionnelles nationales et internationales, notamment l'Organisation des médias d'Europe du Sud-Est (SEEMO).

## Diffusion
La rédaction produit une édition imprimée hebdomadaire en roumain, une autre imprimée en russe, des articles en ligne sur l'internet dans les deux langues, des émissions de radio et de télévision, telles que TV Reporter de Gardă, et du contenu sur les réseaux sociaux. 
Le journal en langue roumaine Ziarul de Gardă paraît tous les jeudis et compte 24 pages en couleur et en noir et blanc. Le tirage en 2018 est de plus de 330 000 exemplaires, soit environ 6 000 par semaine. L'édition imprimée en langue russe, lancée en 2015, paraît chaque semaine tous les vendredis, avec un volume de 12 pages en couleur et en noir et blanc. Son tirage s'élevait à plus de 70 000 exemplaires en 2018 (environ 1 300 par semaine). ZdG est diffusé dans tous les arrondissements et régions de Moldavie. Le site internet zdg.md est l'un des plus anciens sites de presse en ligne en langue roumaine. En 2018, il accueille 1,43 million de visiteurs. 

## Controverses
En avril 2011, un faux journal a été imprimé et distribué avec le nom ZdC (G étant remplacé par C), sur lequel le logotype ZdG est imprimé. La fausse édition contient des attaques politiques et vulgarités contre un parti politique, contre le maire de Chișinău, tout en promouvant l'image de certains dirigeants du Parti libéral-démocrate de Moldavie (PLDM). 
Le 11 septembre 2014, le site internet du journal est bloqué pendant plusieurs heures après la publication de l'article « Le métropolite des millions : la maison de luxe et la femme derrière l'église orthodoxe de Vladimir » (en roumain : « Mitropolitul de milioane: Casa de lux și femeia din spatele ÎPS Vladimir »). L'incident aurait été causé par une cyberattaque.
Le 4 mai 2017, au lendemain de la manifestation devant le Parlement moldave à l'occasion de la Journée mondiale de la liberté de la presse, le réseau de distribution Moldpres, sans faire d'annonce officielle, ne distribue pas ZdG aux lecteurs et abonnés. Cette édition comprend plusieurs articles d'enquête révélant les affaires cachées d'un responsable de l'Agence nationale anticorruption. 

## Récompenses
Ziarul de Gardă et ses collaborateurs ont reçu plusieurs prix :
- 2006 : Premier prix, catégorie « Journaux », offert par le PNUD Moldavie – Codrean Irina[12]
- 2013 : Prix « Drivers of Change » décerné par « Free Press Unlimited »[13]
- 2013 : Prix de la Liberté, décerné par l'Institut pour le développement et les initiatives sociales IDIS « Viitorul » – Alina Radu[14]
- 2015 : Premier Prix et Trophée de la Section Productions Locales pour la meilleure œuvre – Alina Radu, ELITOCID LA PANTA DE SUS[15]
- Prix décernés par l'Independent Press Association :
  - 2013 : Premier prix « Meilleur reporter » – Olga Bulat[16]
  - 2013 : Premier prix « Meilleure enquête journalistique » – Iurie Sanduța[16]
  - 2013 : Premier Prix « Journal avec le meilleur design »[16]
  - 2014 : Premier prix « Meilleure enquête journalistique » – Victor Moșneag[17]
  - 2014 : Premier Prix « Meilleure page internet »[17]
- Prix décernés lors des « 10 journalistes de l'année »[18]: 
  - 2004 : Presse écrite – Aneta Grosu
  - 2005 : Le début de l'année – l'hebdomadaire économique « ECO »
  - 2006 : Presse écrite – Aneta Grosu[19]
  - 2007 : Espoir de l'année – Anastasia Nani[20]
  - 2009 : Presse écrite – Alina Radu[21]
  - 2010 : Presse écrite – Tatiana Ețco[22]
  - 2012 : Presse écrite – Victor Moșneag[23]
  - 2013 : Presse écrite – Iurie Sănduță[24]
  - 2017 : Journalisme responsable et signalement des problèmes du système – Alina Radu[25]
  - 2018 : Émission TV/Radio – Marina Ciobanu, Viorica Tataru[26]